# Alphard
Coordonate:  09h 27m 35.2433s, −08° 39′ 30.969″
Alphard, cunoscută și ca Alpha Hydrae (α Hya / α Hydrae) în denumirea Bayer, este steaua cea mai strălucitoare din constelația Hidra.

## Nume
Alphard este numele propriu al stelei care a fost aprobat de Uniunea Astronomică Internațională, la data de 20 iulie 2016. Este vorba despre un nume tradițional care provine din limba arabă الفرد (al-fard), „solitara”, întrucât nu există nicio altă stea strălucitoare în apropierea ei.
Ea este cunoscută și ca « baza / coloana vertebrală a Șarpelui » de către arabi.
În China antică, ea făcea parte dintr-o constelație denumită « Pasărea roșie / Grangurul ».
Astronomul european Tycho Brahe i-a atribuit ca supranume Cor Hydræ, „inima șarpelui”.

## Caracteristici principale
Alphard are de trei ori Masa Soarelui. Vârsta estimată a acestei stele este de 420 de milioane de ani și a evoluat de la Secvența principală pentru a deveni o stea gigantă a cărei clasificare spectrală este K3 și a cărei luminozitate este cuprinsă între clasele II și III. Diametrul său unghiular a fost măsurat prin interferometrie cu bază foarte lungă (VLBI - Very Long Baseline Interferometry), dând o valoare de 9.09 ± 0.09 miliarcsecunde (mas). Ea s-a întins până la 50 de ori raza Soarelui.
Spectrul acestei stele arată un ușor exces de bariu, un element care este în mod normal produs prin procesul s de nucleosinteză stelară. În mod tipic, o stea de bariu (barium star) aparține unui sistem binar și anomaliile din abundențe sunt explicate printr-un transfer masiv dintr-un companion pitică albă.
Măsurările precise ale vitezei radiale ale stelei Alphard au arătat variații ale vitezei sale radiale stelare și ale liniilor sale spectrale. Oscilațiile sunt multiperiodice cu perioade de la mai multe ore până la mai multe zile. Oscilațiile pe termen scurt au fost interpretate ca rezultat al pulsațiilor stelare similare cu cele ale Soarelui. O corelare între variațiile din asimetria profilului liniilor spectrale și viteza radială a fost și ea aflată. Oscilațiile multiperiodice fac din Alphard (HD 81797) un obiect de interes pentru investigațiile asteroseismologice.